# Cité verte (Paris)
Ne doit pas être confondu avec Cité Verte.
La cité verte est une cité d'artistes située au 147 de la rue Léon-Maurice Nordmann, dans le 13e arrondissement de Paris.
La cité verte est constituée au début du XXe siècle dans une ruelle qui faisait partie des propriétés de la congrégation des « Fidèles Compagnes de Jésus ». Les ateliers d’artistes sont bâtis avec des matériaux de récupération d’une entreprise de démolition installée sur place. La façade en plâtre de l’un d’eux provient d’un théâtre. 
Des peintres, le facteur d'orgues qui restaura les orgues de Notre-Dame et les sculpteurs Mario Busato-Strauss et Henry Moore s’y installent.
En 1977, les religieuses veulent vendre le terrain pour construire des immeubles à la place des ateliers.
Les artisans et artistes ont alors créé une association de défense. Le peintre Henri Cadiou qui y louait un atelier et venait de préserver la Cité fleurie,  à proximité, où il résidait suggère de donner le nom de « Cité verte » à ce passage.
Après une lutte de deux ans contre le promoteur, le président de la République Valéry Giscard d’Estaing fait classer la Cité verte le 27 août 1979.
Les immeubles prévus au n° 149 ont été construits mais le passage du n° 147 avec ses ateliers est préservé. 
C'est actuellement un passage privé fermé aux non-résidents où vivent une majorité d'artistes 
.